# エメリッヒ・ヨーゼフ・フォン・ダールベルク

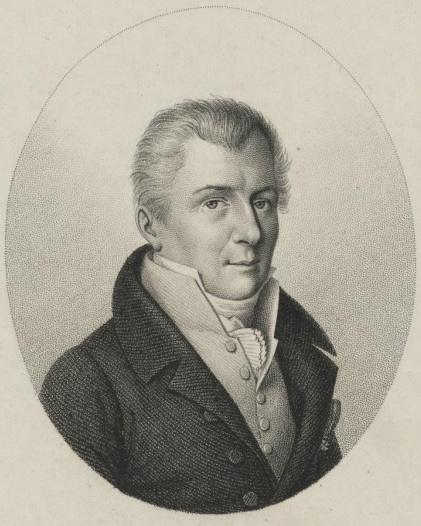
ダールベルク公爵の肖像、ミュンスターのLWL美術・文化博物館所蔵

エメリッヒ・ヨーゼフ・フランツ・ハインリヒ・フェリックス・ディスマス・ケメラー・フォン・ヴォルムス、ヘルツォーク・フォン・ダールベルク（Emmerich Joseph Franz Heinrich Felix Dismas Kämmerer von Worms Herzog von Dalberg, 1773年5月30日 マインツ - 1833年4月27日 ヘルンスハイム城）は、ドイツ人の貴族、外交官、政治家。初めバーデン大公国政府に、その後フランス帝国政府に仕えた。男爵、1810年よりダールベルク公爵。

## 生涯
バーデン大公国の宮内長官・国務大臣、そしてマンハイム国民劇場総監督を歴任したヴォルフガング・ヘリベルト・フォン・ダールベルク男爵と、その妻の男爵令嬢エリーザベト・アウグステ・ウルナー・フォン・ディーブルク（1751年 - 1816年）の間の息子として生まれた。父方の伯父は最後のマインツ選帝侯・神聖ローマ帝国大法官であり、ライン連邦首座諸侯となったカール・テオドール・フォン・ダールベルクである。
1803年、父と同じくバーデン政府に官僚として出仕。バーデンの駐仏大使としてパリに赴いた際、当時フランス外相だったタレーランと親しくなった。1808年6月から1809年3月までの短期間、大公国の首都カールスルーエに戻って暫定的にバーデン政府中枢に入り、財務大臣の職と内閣責任者を務めた。閣僚を辞任し数か月の賜暇を受けた後、1809年8月より駐仏大使に復任。1810年3月バーデン駐仏大使の職を辞し、同時にバーデン政府の官僚から最終的に退いた。
先祖代々の所領のあるライン左岸地方は、当時すでにフランス領に併合され、モン＝トネール県に組み込まれていた。そこで、ダールベルクはフランス政府に出仕することにした。すでにバーデン駐仏大使時代、ナポレオン皇帝とオーストリア大公女マリー＝ルイーズの婚姻交渉に一役買っていたという実績が買われた。ダールベルクに約束されたのは公爵位と元老院議員の職、400万フランの下賜金を20年分割で年20万フランずつ受け取るという破格の厚遇であり、まさに皇帝とハプスブルク家との縁組を実現させたことに対する褒賞そのものだったが、表向きは婚姻交渉のことは全く関係ないことにされた。
庇護者だったタレーランがナポレオンと敵対するようになると、ダールベルクも公職から退けられたが、ナポレオン失脚と同時に成立した臨時政府では、タレーランを首班とする臨時政府の5人の閣僚の1人に任命され、ブルボン家による復古王政への移行を実現させた。ウィーン会議にはフランス全権公使として参加した。百日天下が到来するとナポレオン皇帝に忠誠を誓ったが、皇帝が指名した12人の追放者の1人となり、財産・所領を没収された。
第二次王政復古となると、再びブルボン家の王の下で没収財産を返還され、国務大臣職に就けられ、その爵位は貴族院に議席を持つ同輩貴族の爵位と認められ、貴族院議員となった。1816年駐サルデーニャ王国大使としてトリノに派遣された。その後はパリで暮らし、晩年は一族の居城ヘルンスハイム城で過ごし、この城で亡くなった。城は1792年に戦火で一旦焼失したが、ダールベルクが新しい城館をヤーコプ・フリードリヒ・ディカーホフに設計を依頼し、ヨハン・フィリップ・マットレーナーに建造させ、現在の姿となっている。

## 子女
1808年2月27日パリで、ジェノヴァ共和国の名家の娘マリーア・ペレグリーナ・ブリニョーレ・サーレ（1787年 - 1825年）と結婚した。彼女は母親のアンナ・ピエーリ・ブリニョーレ・サーレとともに、マリー＝ルイーズ皇后の女官・側近となった。妻との間に娘を1人もうけた。
- マリー・ルイーズ・ペリーヌ・ド・ダールベルク（1813年 - 1860年） - 1832年イギリス人の第7代準男爵ファーディナンド・アクトンと結婚[9]、1840年第2代グランヴィル伯爵グランヴィル・ルーソン＝ゴアと再婚
  - ジョン・ダルバーグ＝アクトン（1834年 - 1902年） - 初代アクトン男爵

## 引用
1. ↑  Joseph François Michaud: Biographie universelle ancienne et moderne, Band 62 (supplément).
2. ↑  Großherzoglich Badisches Regierungsblatt, Nr. XXI. vom 8. Juli 1808, S. 190–191 Google-Digitalisat
3. ↑  Arnulf Jürgens: Emmerich von Dalberg zwischen Deutschland und Frankreich. Stuttgart 1976. S. 183f, S. 197.
4. ↑  Jürgens: Emmerich von Dalberg, S. 198.
5. ↑  Jürgens: Dalberg, S. 209.
6. ↑  Jürgens: Dalberg, S. 210, 218.
7. ↑  Jean-Baptiste-Pierre Jullien de Courcelles: Histoire généalogique et héraldique des pairs de France: des grands dignitaires de la couronne, des principales familles nobles du royaume et des maisons princières de l'Europe, précédée de la généalogie de la maison de France, Band 6, Paris 1826.
8. ↑  Clemens Jöckle: Preußische Einflüsse auf die klassizistische Architektur in der Pfalz, in: Pfälzer Heimat, Pfälzische Gesellschaft zur Förderung der Wissenschaften, Speyer, 29. Jahrgang, 1978, Seite 140, Fußnote 12.
9. ↑  Golo Mann: Lord Acton. In: Ders.: Geschichte und Geschichten. S. Fischer Verlag, Frankfurt am Main 1961. S. 85–101, hier S. 86.